# Algathia metuta
Algathia metuta är en stekelart som först beskrevs av Tosquinet 1903.  Algathia metuta ingår i släktet Algathia och familjen brokparasitsteklar. Inga underarter finns listade i Catalogue of Life.